# Daler Kirke
Daler Kirke er en kirke i landsbyen Daler, omtrent 3 kilometer øst for Højer. Den ligger i Daler Sogn, der omfatter landsbyerne Daler, Gærup og Østerby.
Kirken nævnes i 1514 som indviet til Sankt Mauritius, en krigerhelgen.

## Bygningen
De ældste dele af kirken stammer fra 1100-1200 – tallet. Alle kirker i omegnen stammer fra denne periode. De dårlige vejforhold og store afstande var årsag til bygningen af flere kirker på egnen – herunder også kirken i Daler.
Kirken bestod oprindeligt af et romansk kor og skib, bygget af granitkvadre. Murværket mod nord og syd er kraftigt renoveret i 1776. Kirken havde, som vanligt dengang, to indgangsdøre. Mod syd indgang til mandesiden og mod nord indgang til kvindesiden.
I kirkeskibet ses tydeligt, hvor syddøren har været. I murværket i
nordsiden over for mandedøren anes, hvor kvindedøren har været.
Sidst i 1200-tallet blev koret udvidet mod øst. Østgavlen fremstår udvendig i nogenlunde original stand. Der ses bl.a. et tilmuret rundbuevindue. Gavlen var udvendigt kalket indtil restaureringen i 1980’erne, hvor murværket blev frilagt.
I sengotisk tid (1400 – 1550) blev kirken forsynet med våbenhus mod nord og tårn mod vest. Antagelig blev koret samtidig forsynet med hvælv. Det firkantede tårn med spidsgavle er forsynet med et ottekantet spir belagt med bøgespån.
Kirkeskibet og koret har blytag, og tagværket over skibet menes at være det oprindelige. Tagværket over koret stammer fra udbygningen sidst i 1200-tallet.
Det tidligere våbenhus mod nord er sengotisk og blev en overgang brugt som redskabsrum. Det tjener nu som kapel. I nordøsthjørnet findes en blystøberkamin. Indgang til kirken foregår gennem tårnrummet.
I tårnet hænger kirkens to klokker. Den ene er gotisk fra 1400-tallet. Der er ingen indskrift, men der er et aftryk af et pilgrimstegn.
Den anden er, ifølge en indskrift på plattysk, støbt i 1607 af Reinhold Bennik i Lübeck.
Mange klokker blev under Første Verdenskrig udskiftet med klokker af støbejern. Der var brug for bronzen til krigen. Området her hørte til Tyskland. Grænsen gik dengang langs Kongeåen. Dalers klokker undgik den grumme skæbne i modsætning til f.eks. klokkerne i nabosognet Højer.
Tårnrummet / våbenhuset har træloft. I murværket ses ubenyttede forlæg til hvælv som dog aldrig er blevet benyttet. På sydvæggen hænger en ligbåre fra 1707. Den er meget skrøbelig og anvendes ikke længere.
I tårnrummets nordside fører en meget stejl og meget lang trappe op i tårnet. Det er af sikkerhedsmæssige grunde forbudt at benytte trappen. Hvor lang og stejl den er opdager man måske først, når man skal ned igen!
Skibet har altid haft træloft. De to små romanske vinduer mod nord er udvendigt omdannet i 1200-tallet. De blev genåbnet i 1942-43. Mod syd indsattes på et tidspunkt store vinduer. Indtil for ret nylig var alle blyindfattede ruder bestykket med kulørt glas. Ved restaureringen i 1980-erne blev der isat klart glas. En malet korsfæstelsesgruppe, til minde om en dåb, ses i nordsiden af skibet.

## Inventar
Skibsmodellen er en model af brigantinen Haabet, bygget i 1890. Modellen er skænket af arkitekt Arne Finsen.
På sydsiden i kirkeskibet er anbragt en mindetavle for faldne fra sognet i de Slesviske Krige. På nordsiden ses en stor mindetavle over faldne i Første Verdenskrig, opdelt efter sognets landsbyer, Daler, Gærup og Østerby.
Prædikestolen blev lavet på et værksted i Lübeck og skænket til kirken i 1606.
ANO 1606 HEFT IACOB MORITZ BORGER IN LYPECK
DISSE PREDICHSTOL DISER KARCKEN VOREHRET
Reliefferne forestiller fra Ny Testamente: Bebudelsen, Jesu fødsel, Korsfæstelsen, Opstandelsen, Himmelfarten og Dommedag. I forbindelse med reliefferne er anbragt citater svarende til billedernes fortælling.
På korsfæstelsesrelieffet er anbragt to figurer IM og HM. Når man skænkede en sådan gave til en kirke, kunne man tillade sig at sætte et billede af sig selv på et iøjnefaldende sted. Figurerne forestiller Iacob Moritz og hans bror Hans. Brødrene tjente gode penge som ligbærere under pesten. De slap levende fra arbejdet og som tak skænkede Iacob en prædikestol til kirken. Rundt på prædikestolens nederste del ses stiliserede timeglas. De skal minde dig om, at din tid er afmålt, og at den løber ud på et tidspunkt. Prædikestolen er i øvrigt rigt udstyret med udskæringer og indlagte træmønstre.
Lydhimlen over prædikestolen er rigt bestykket med udskårne figurer og flot indrammede relieffer. Himlen bærer indskriften fra Johs. 3,16, ”Den lille Bibel”:
Saa elskte Gud Verden at han gav sin eenbaarne Søn saa alle de som tror paa hannem ikke skal fortabes men have det evige Liv.
Under lydhimlen svæver duen, symbolet på Helligånden.
Mariaalteret nord for korbuen er fra 1400-tallet af V. Thoralacius-Ussing. Maria i solgissel bærer Jesusbarnet på armen. Bemærk, at man dengang ikke kunne skære børneansigter, Jesusbarnet er fremstillet med et voksent ansigt.
Korbuen præges af kalkmalerier. I buen ses heraldiske våben fra sengotisk tid og fra renæssancen. De blev nymalet i 1922 og er senere ændret igen. Sidst restaureret i 1970-erne.
Døbefonten af granit er romansk (1050 – 1275). Den står på en let konisk fod som markeres af fire menneskehoveder. Fadet er fra 1760 med spejlmonogram LP. Nu anvendes et lille kar ved dåbshandlingerne.
Stolestaderne er ret nye, men siderne med lågerne ud mod gangen er til dels fra slutningen af 1500-tallet med udskårne navne, ændret i 1640 og 1781. Bænkene har oprindeligt været meget smalle, hvilket ses af de indsatte træstykker ved lågerne.
Orglet er fra Bruno Christensen & Sønner og blev taget i brug i 1978. Det er på 10 stemmer, har to manualer + pedal. Dette orgel erstattede det tidligere fra Marcussen & Søn fra 1893. Orglet fik til sidst så mange ”nykker”, at det ikke var driftsikkert. Kirkens gamle pulpitur blev delt ved installeringen af orglet i 1893. Det ny orgel har beholdt den gamle facade med den forskel, at de synlige orgelpiber er i brug mens de tidligere var attrapper.
Indtil restaureringen i 1980’erne belyses kirken af de to firearmede lysekroner i skibet og en lampe i loftet i koret. Lysekronerne på væggene er nye og til dels anskaffet for testamenterede midler til kirken.
Koret havde to hvælvinger som blev fjernet og erstattet med træloft ved ombygningen i 1776. Samtidig forkortedes koret, hvorved der blev lavet et sakristi mod øst. Her står stadig det stenalter som tidligere tjente kirken. På nordsiden i koret ses et højgotisk korbuekrucifiks. Sidefigurerne er sandsynligvis fra 1600-tallet.
Alterbordet er dækket af paneler fra et gammelt stoleværk.
Altertavlen, et fløjalter, er sengotisk fra 1400-tallet. Den blev stærkt omdannet i 1776, så den passede i højden efter fjernelsen af hvælvingerne og lægning af træloftet. Den er i øvrigt en af de få altertavler i landet, hvor apostlene ses anbragt i én række. I midten ses Jesus på korset sammen med Maria og Johannes. Derudover er der fire apostle i midtfløjen og de otte andre apostle ses i sidefløjene. I altertavlens bundstykke (predella) ses et maleri (efter Gephardts nadverbillede). Jesus er samlet med apostlene til den sidste nadver. Den tomme stol forrest i billedet er til dig. Du er også indbudt!
Lysestagerne på alteret: De to er sengotiske og de andre to er fra 1600-tallet.
Kirkens alterkalk er fra slutningen af 1500-tallet, disken kan dateres til 1751 og oblatæsken er fra begyndelsen af 1700-tallet.
Sognepræst ved Daler Kirke er Claus Egelund, der også er sognepræst i Højer Kirke.
- Altertavle
- Kirkerummet
- Prædikestol
- Ligkiste

## Eksterne kilder og henvisninger
- Daler Kirke hos KortTilKirken.dk
- Daler Kirke i bogværket Danmarks Kirker (udg. af Nationalmuseet)

- Wikimedia Commons har flere filer relateret til Daler Kirke